# Abies hickelii
Abies hickelii är en tallväxtart som beskrevs av Fernande Flous och Henri Marcel Gaussen.
Abies hickelii ingår i släktet ädelgranar, och familjen tallväxter. IUCN kategoriserar arten globalt som sårbar.

## Underarter
Arten delas in i följande underarter:
- Abies hickelii hickelii
- Abies hickelii oaxacana